# Mézières VD
| VD ist das Kürzel für den Kanton Waadt in der Schweiz. Es wird verwendet, um Verwechslungen mit anderen Einträgen des Namens Mézières zu vermeiden. |

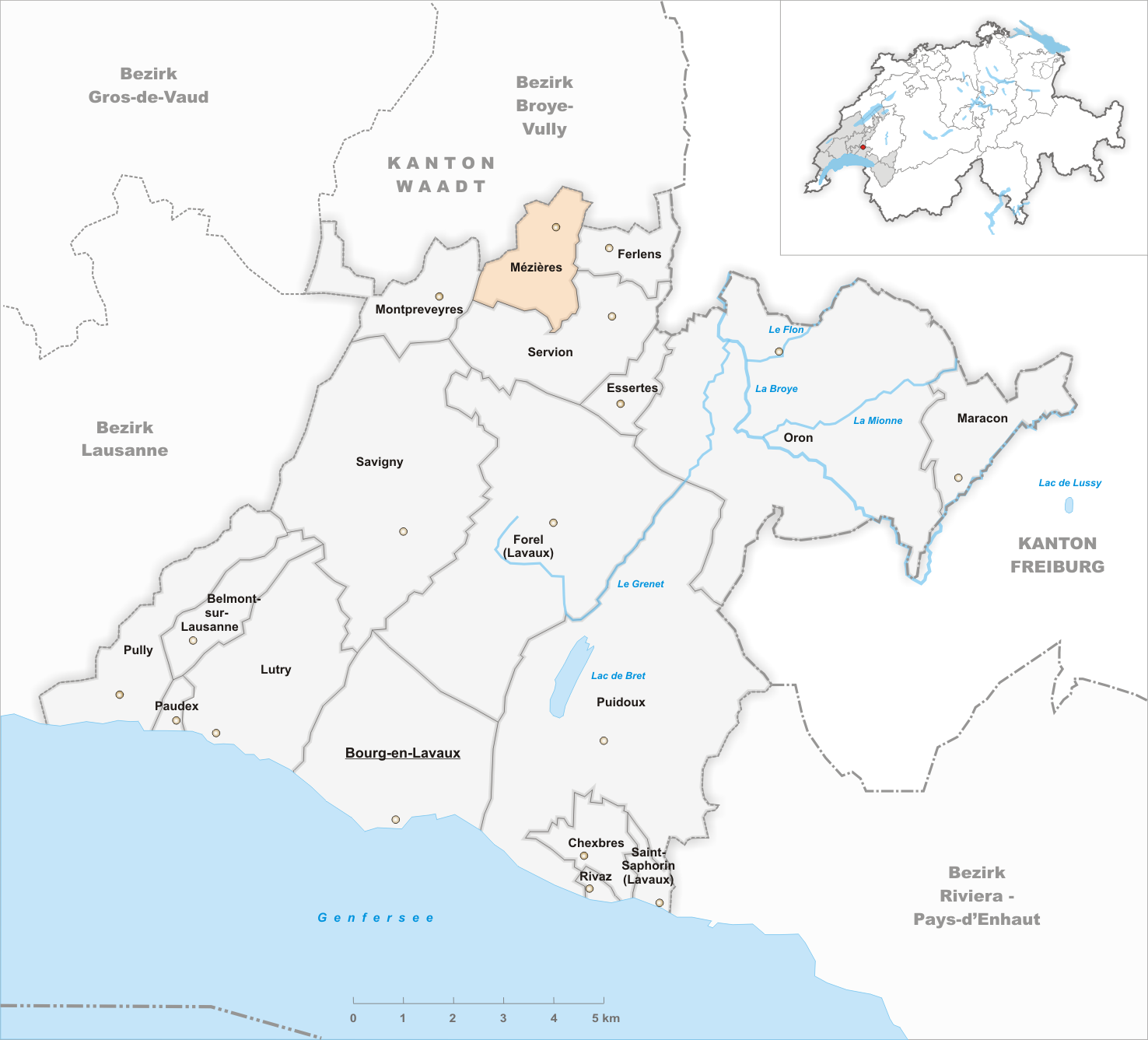
Gemeindestand vor der Fusion am 30. Juni 2016

Mézières ist ein Dorf, bis zum 30. Juni 2016 eine politische Gemeinde, in der Fusionsgemeinde Jorat-Mézières im Distrikt Lavaux-Oron des Kantons Waadt in der Schweiz.

## Geographie

Luftbild (1964)

Mézières liegt auf 742 m ü. M., 14 Kilometer nordöstlich der Kantonshauptstadt Lausanne (Luftlinie). Das ehemalige Bauerndorf erstreckt sich auf einem Hügel zwischen den Tälern von Bressonne und Carrouge, auf der Ostabdachung des Hochplateaus des Jorat, im Waadtländer Mittelland.
Die Fläche des 3,9 km² grossen ehemaligen Gemeindegebiets umfasste einen Abschnitt der Molassehöhen zwischen dem Jorat und dem Oberlauf der Broye. Die östliche Grenze verlief entlang des Baches Carrouge. Von hier erstreckte sich der Gemeindeboden westwärts über die breite Talniederung auf den Hügel von Mézières (752 m ü. M.) und nach Südwesten über die Waldgebiete Bois des Riaux und Bois de la Côte nördlich der Rodungsinsel von Les Cullayes bis in den Taleinschnitt der Bressonne. Auf der Höhe nördlich von Les Cullayes wird mit 830 m ü. M. der höchste Punkt von Mézières erreicht. Von der Gemeindefläche entfielen 1997 15 % auf Siedlungen, 23 % auf Wald und Gehölze und 62 % auf Landwirtschaft.
Zu Mézières gehören ausgedehnte Einfamilienhausquartiere sowie mehrere Hofsiedlungen und Einzelhöfe. Nachbargemeinden von Mézières waren Carrouge, Ferlens, Servion und Montpreveyres.

## Bevölkerung
Mit 1193 Einwohnern (Stand 31. Dezember 2014) gehörte Mézières zu den mittelgrossen Gemeinden des Kantons Waadt. Von den Bewohnern sind 91,6 % französischsprachig, 4,3 % deutschsprachig und 1,1 % portugiesischsprachig (Stand 2000). Die Bevölkerungszahl von Mézières belief sich 1900 auf 498 Einwohner. Seit 1970 (540 Einwohner) stieg die Bevölkerungszahl markant an und verdoppelte sich innerhalb von 30 Jahren. Das Siedlungsgebiet von Mézières ist heute mit demjenigen von Carrouge fast lückenlos zusammengewachsen.

## Wirtschaft
Mézières war bis in die zweite Hälfte des 20. Jahrhunderts ein vorwiegend durch die Landwirtschaft geprägtes Dorf. Noch heute haben der Ackerbau und die Viehzucht einen gewissen Stellenwert in der Erwerbsstruktur der Bevölkerung. Weitere Arbeitsplätze sind im lokalen Kleingewerbe und im Dienstleistungssektor vorhanden. In den letzten Jahren haben sich einige neue Unternehmen in Mézières niedergelassen. Im Dorf sind Firmen aus den Branchen Elektroinstallation, Baugewerbe, Informatik, und Messinstrumente vertreten.
Durch den Bau zahlreicher Einfamilienhäuser seit den 1970er Jahren hat sich das Dorf zu einer Wohngemeinde entwickelt. Viele Erwerbstätige sind deshalb Wegpendler, die vor allem in Lausanne und Vevey arbeiten.

## Verkehr

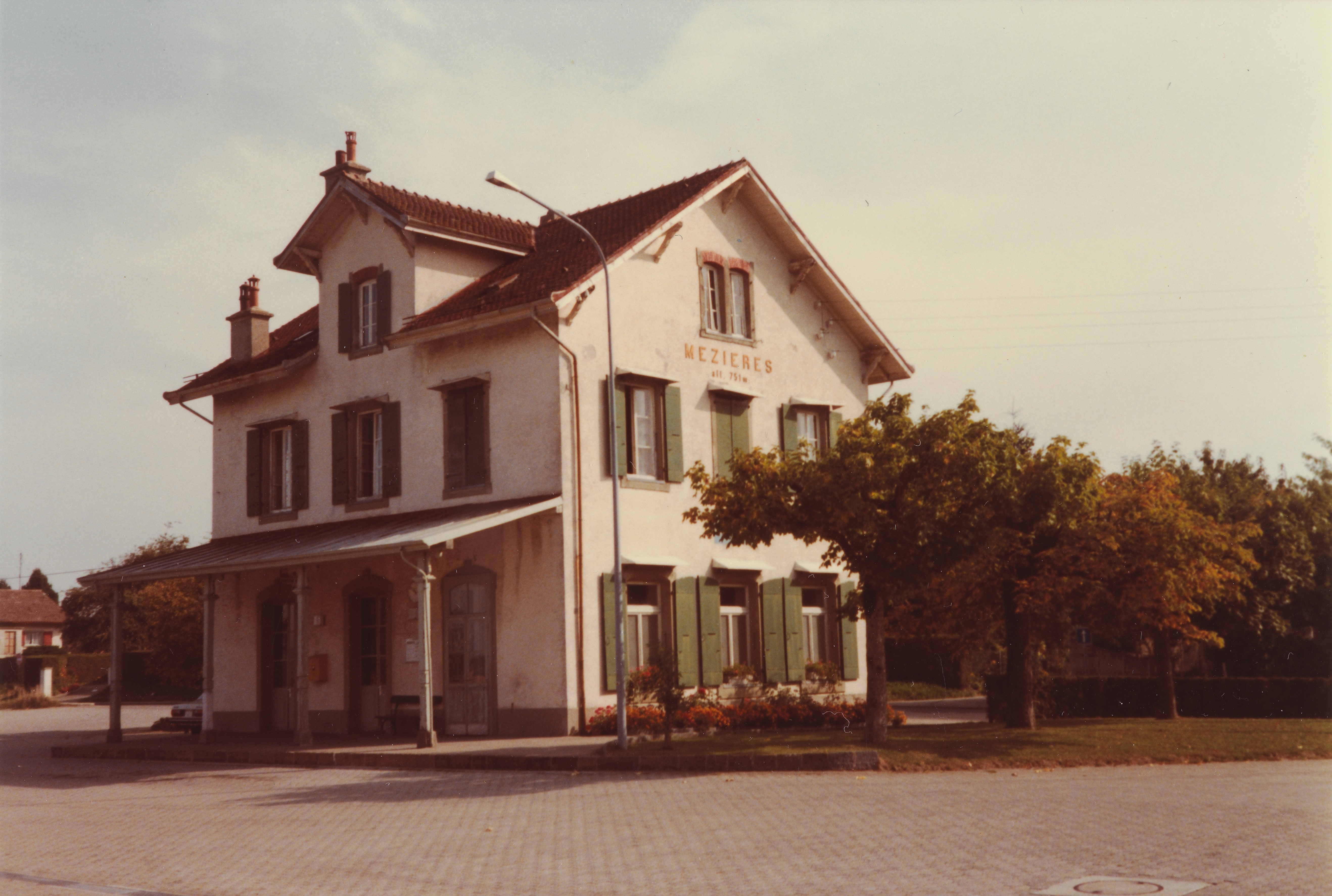
Ehemaliges Bahnhofsgebäude (1985), vor 1963 Station der Ligne du Jorat

Mézières ist verkehrstechnisch gut erschlossen. Es liegt an der Hauptstrasse von Moudon via Chexbres nach Vevey, besitzt aber auch eine gute Verbindung zur Hauptstrasse 1 (Lausanne-Moudon). Durch die Autobuslinie 62 der Transports publics de la région Lausannoise, die von Lausanne nach Moudon verkehrt, ist Mézières an das Netz des öffentlichen Verkehrs angebunden. Eine weitere Buslinie bedient die Strecke von Mézières nach Oron-la-Ville.

## Geschichte
Die erste urkundliche Erwähnung des Ortes erfolgte 1150 unter dem Namen Maiseriis. Später erschienen die Bezeichnungen Maseres (1161), Maseriis (1170), Masieres (1177), Maisieres (1180), Masirie (1184), Maceriis (1186), Messeretes (1228), Mayseres (1290), Mayseriis (1292) und danach Mexieres. Der Ortsname geht auf das lateinische Wort maceriae zurück, aus dem sich das altfranzösische maisière entwickelte. Beide Wörter haben die Bedeutung von Mauer, insbesondere von verfallenen Mauern, und bezeichnen demnach die Ruinen eines Gebäudes.
Im Mittelalter gehörte Mézières zur Herrschaft Vulliens und bildete später eine eigene Herrschaft. Mit der Eroberung der Waadt durch Bern im Jahr 1536 gelangte das Dorf unter die Verwaltung der Landvogtei Moudon. Nach dem Zusammenbruch des Ancien Régime gehörte Mézières von 1798 bis 1803 während der Helvetik zum Kanton Léman, der anschliessend mit der Inkraftsetzung der Mediationsverfassung im Kanton Waadt aufging. 1798 wurde es dem Bezirk Oron zugeteilt.
Eine Fusion von Mézières mit den Nachbargemeinden Montpreveyres, Les Cullayes und Servion wurde angestrebt, ist am 15. Januar 2006 jedoch an der Urne am knappen Nein der Einwohner von Montpreveyres gescheitert. Die übrigen drei Gemeinden stimmten der Fusion zu.
Am 1. Juli 2016 fusioniert Mézières mit den ehemaligen Gemeinden Carrouge und Ferlens zur neuen Gemeinde Jorat-Mézières.

## Sehenswürdigkeiten
Die reformierte Kirche von Mézières wurde 1707 erbaut; 1733 wurde der Frontturm aus Sandsteinquadern hinzugefügt. Im Innern befindet sich eine Steinkanzel von 1712. Das Pfarrhaus stammt von 1730.

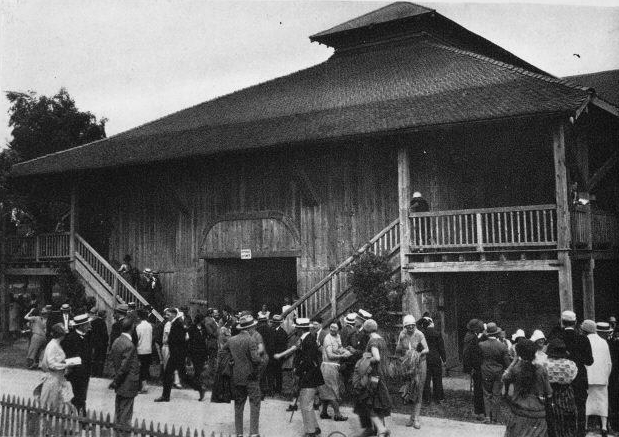
Das Théâtre du Jorat im Jahr 1921

Der bemerkenswerteste Bau von Mézières ist das Théâtre du Jorat, das auf eine besondere Entstehungsgeschichte zurückblicken kann. Der Ende des 18. Jahrhunderts amtierende Pfarrer Martin trat für eine Befreiung der Kartoffel von der Zehntsteuer ein, weil die Kartoffel kein Getreide, sondern ein Gemüse sei. Er wurde verhaftet und nach Bern gebracht, wo er jedoch freigesprochen wurde. Mit Triumph nahm er darauf sein Amt in Mézières wieder auf. Mehr als hundert Jahre später hielt René Morax dieses Ereignis im Schauspiel La Dîme fest, das am 16. April 1903 in Mézières unter großem Engagement der Dorfbevölkerung uraufgeführt wurde. In der Folge wurde nach Plänen eines Genfer Architektenpaares der imposante Holzbau des Théâtre du Jorat errichtet und 1908 eingeweiht. Das Theater, in dem bis zu 1000 Zuschauer Platz fanden, war bis zum Zweiten Weltkrieg Standort zahlreicher Aufführungen, darunter der Uraufführung von Arthur Honeggers Oratorium Le Roi David. Nach einer Restauration in den 1980er Jahren erlangte das Théâtre du Jorat erneut einen überregionalen Ruf als Kulturzentrum mit zahlreichen Aufführungen von Schauspielen, Opern und Konzerten.

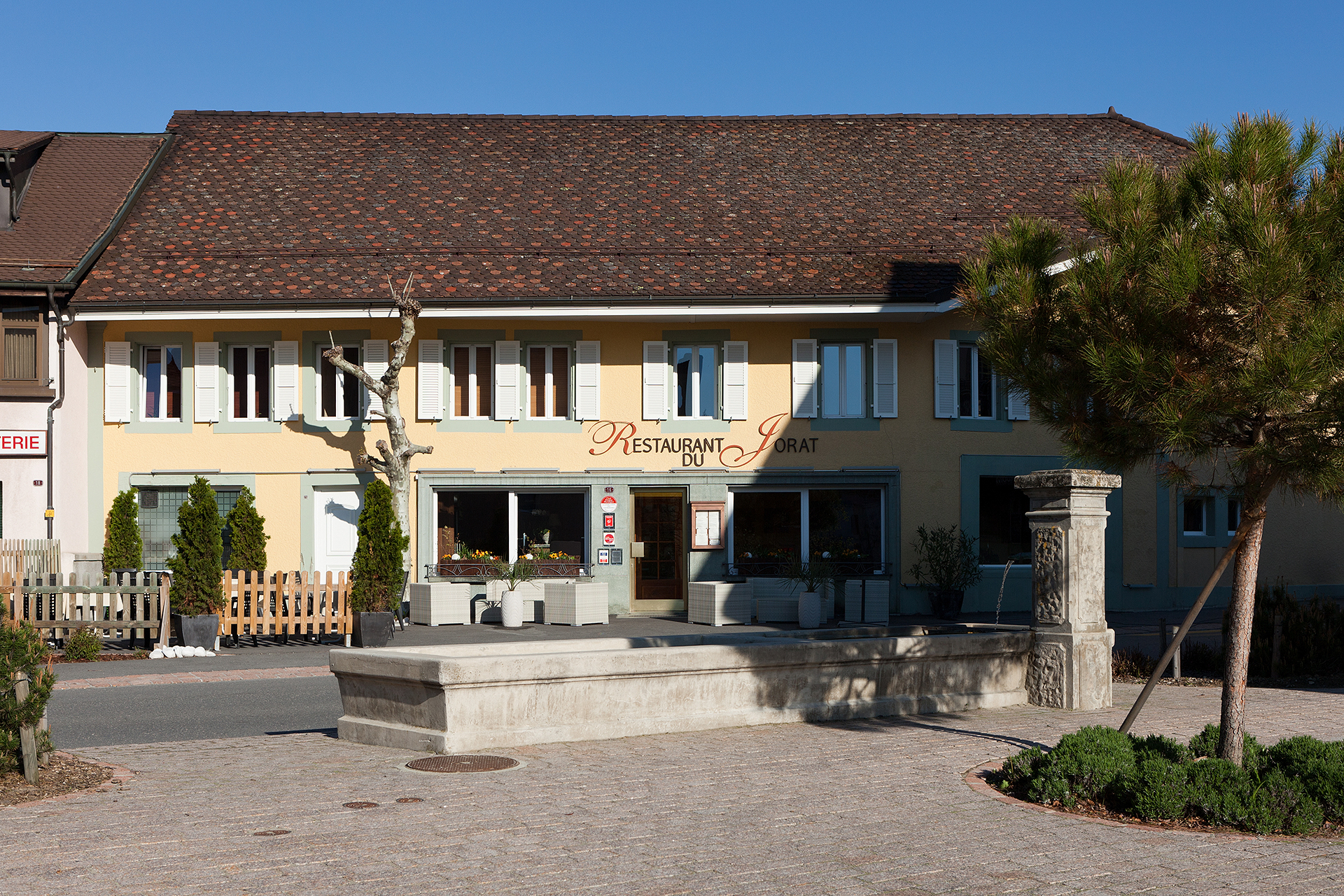
Dorfzentrum, Restaurant du Jorat
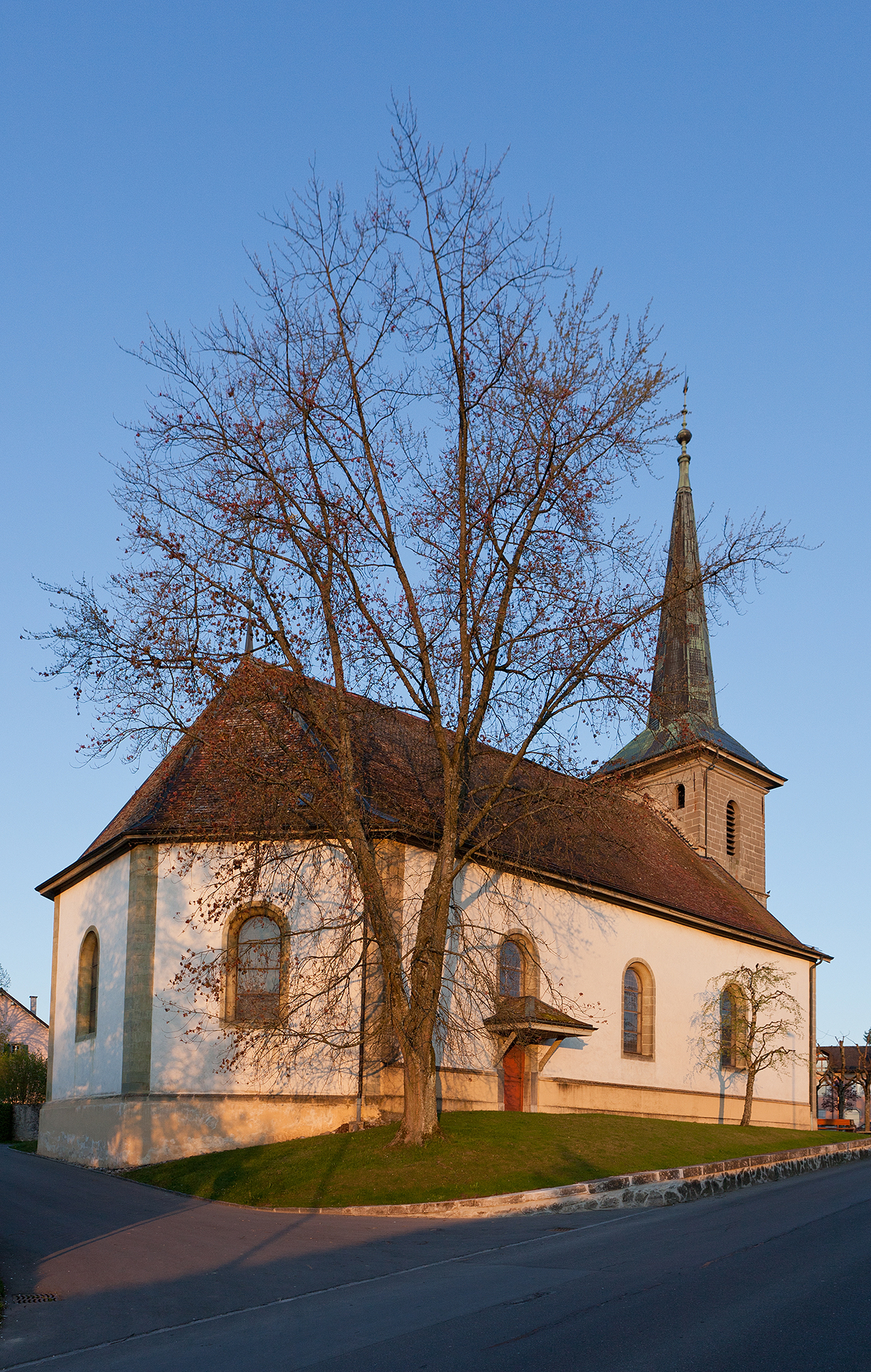
Temple
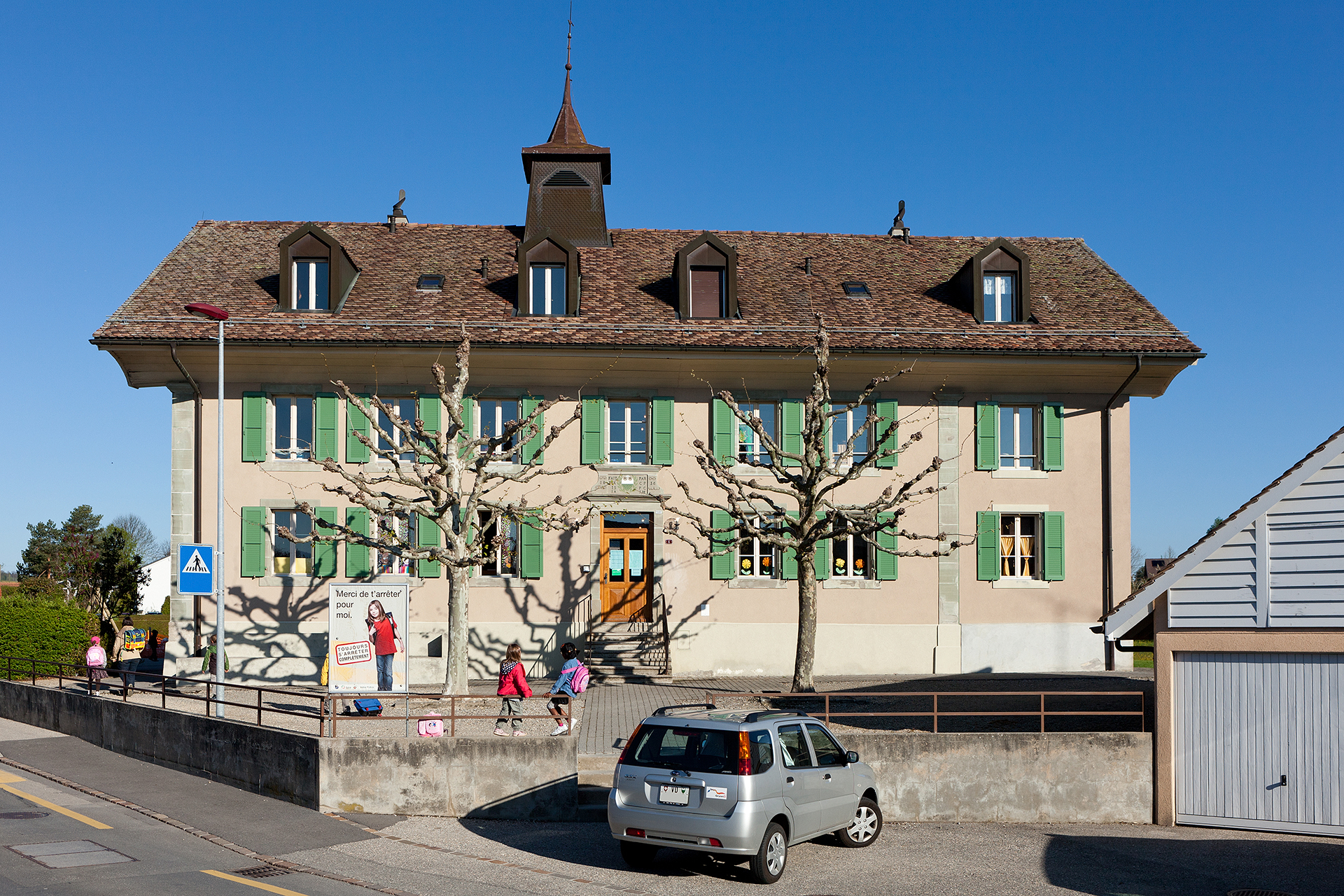
Dorfschulhaus
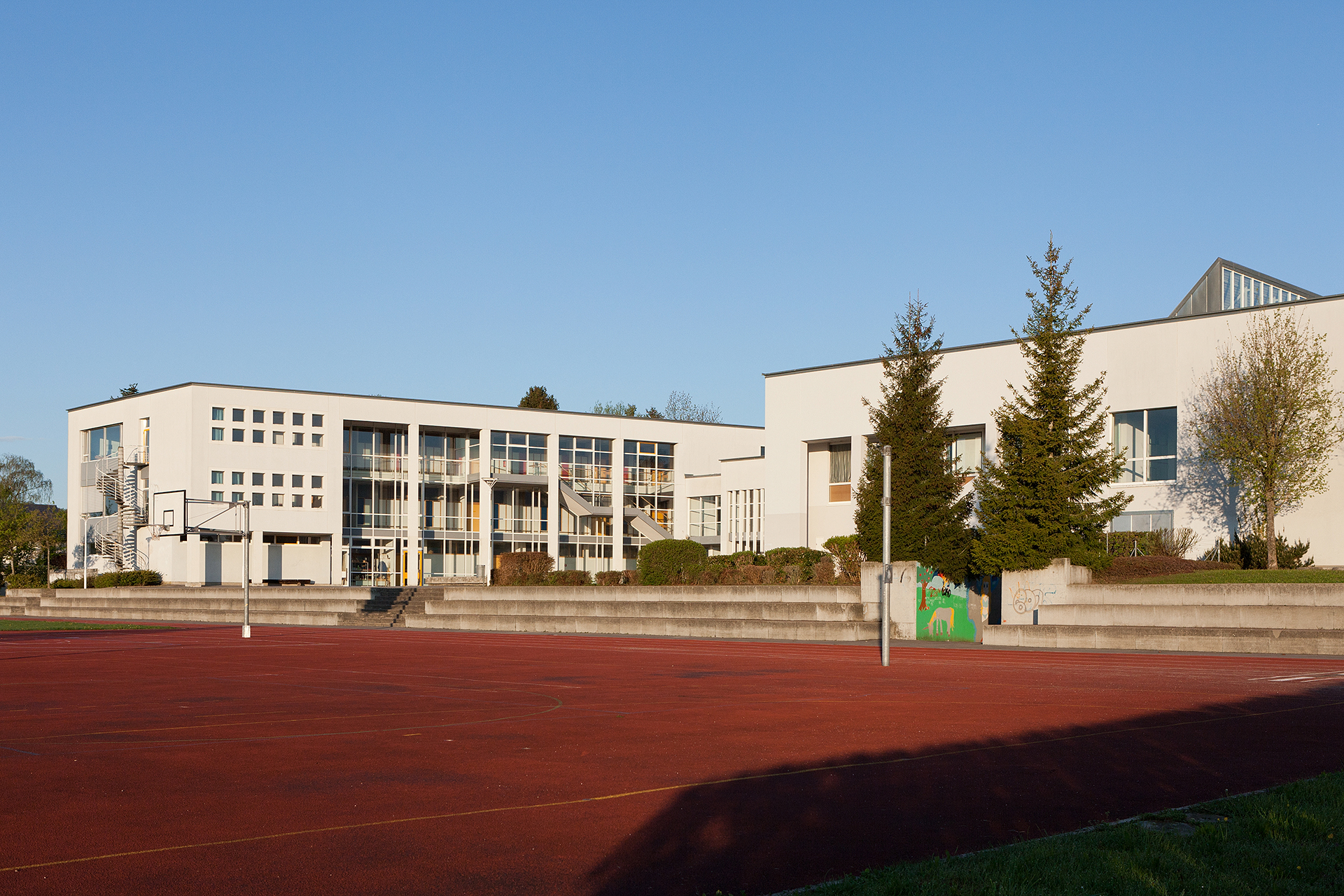
Schulzentrum AIESM
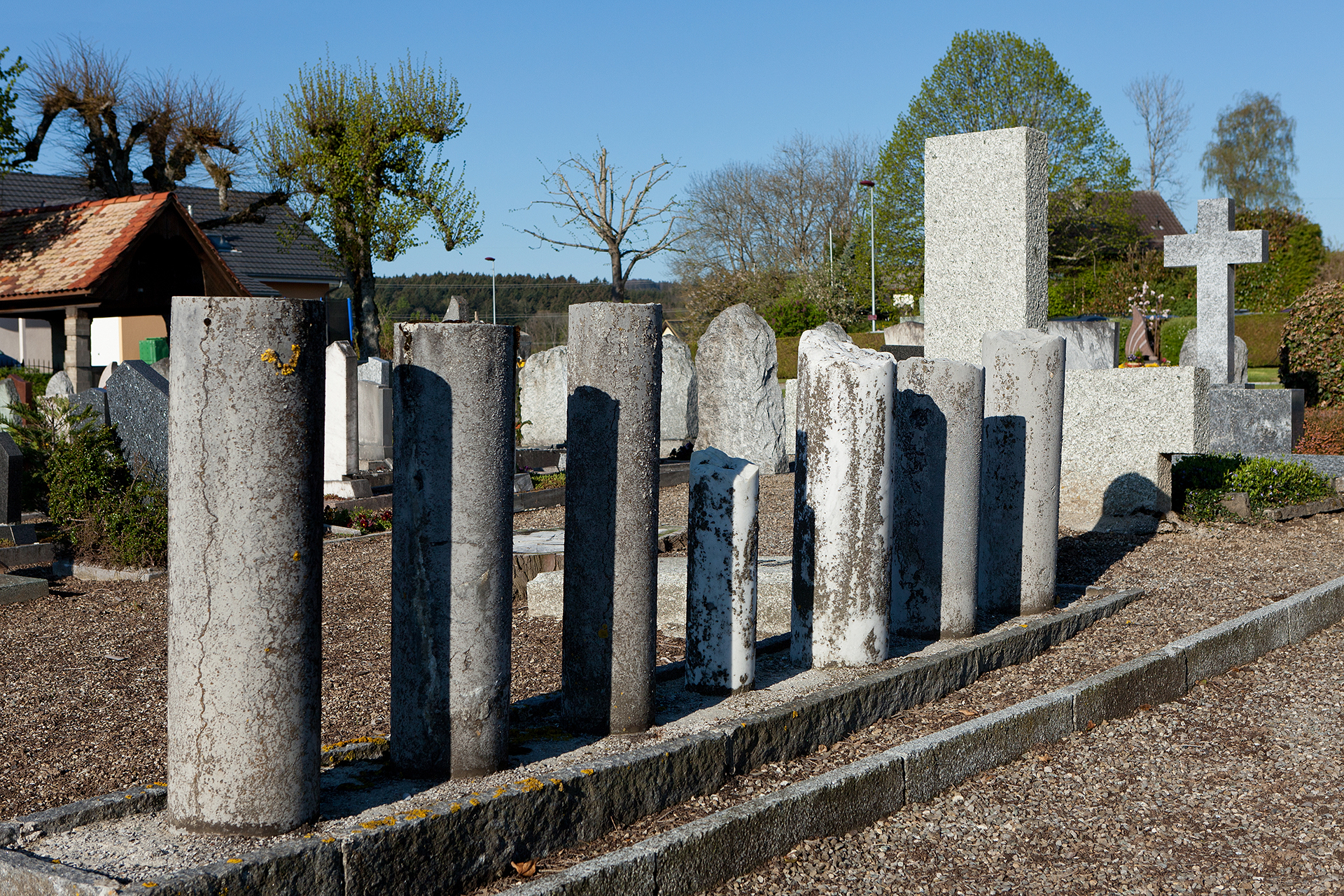
Familiengrabstätte, General Guisan

## Persönlichkeiten
Mézières ist der Geburtsort des Generals Henri Guisan.